# Định lý Lagrange (lý thuyết số)
Trong Lý thuyết số, định lý Lagrange khẳng định:
Nếu p là số nguyên tố và f(x) là một đa thức với hệ số nguyên thuộc trường {\displaystyle \mathbb {Z} /p} có bậc là n và không đồng nhất với không (nghĩa là có ít nhất một hệ số không chia hết cho p), thì phương trình {\displaystyle f(x)\equiv 0{\pmod {p}}} có không quá n nghiệm trong trường {\displaystyle \mathbb {Z} /p}.
Nếu p không phải là số nguyên tố thì có thể có nhiều hơn n nghiệm.
Định lý được đặt theo tên của Joseph-Louis Lagrange.

## Một chứng minh của định lý Lagrange
Ta chứng minh quy nạp theo n.
Định lý hiển nhiên đúng với n=0.
Giả sử định lý đúng với n=k, xét đa thức không đồng nhất với không {\displaystyle f(x)=\sum _{i=0}^{k+1}{a_{i}x^{i}}}, deg(f) = k + 1, với m nghiệm.
Không mất tính tổng quát giả sử m>0, vậy tồn tại r sao cho {\displaystyle f(r)=0}.
Khi đó, {\displaystyle f(x)=f(x)-f(r)=\sum _{i=0}^{k+1}{a_{i}\left(x^{i}-r^{i}\right)}=(x-r)g(x)}, với g là đa thức có bậc nhỏ thua k+1. Rõ ràng, {\displaystyle g(x)} không đồng nhất với không, do đó {\displaystyle g(x)} có không quá k nghiệm. Kết hợp với {\displaystyle (x-r)} có đúng một nghiệm, suy ra {\displaystyle f(x)} có không quá k+1 nghiệm.
Suy ra điều phải chứng minh.